# Apunts del subsol
Apunts del subsol (en rus: Записки из подполья, traduïda també com Memòries del subsol) és una novel·la curta de Fiódor Dostoievski escrita el 1864. Es considera una obra clau de la literatura russa.
Va ser escrita en un moment en què l'autor patia grans trastorns emocionals a conseqüència de la mort de la seva esposa Maria Dmítrievna Issàieva, el 15 d'abril de 1864, i de la posterior mort del seu germà més proper, Mikhaïl. A aquests problemes personals, s'agregaren a més la cloenda de les seves revistes per part de les autoritats i la seva addicció al joc, que li portaria greus problemes financers.
Apunts del subsol és una novel·la curta organitzada en dues parts. La primera, que consta d'onze capítols breus, és anomenada "La ratera". Bàsicament és un monòleg interior en el que se'ns presenta el protagonista, un miserable funcionari frustrat, com un antiheroi contradictori, malaltís i excitable, que dirigeix la seva xerrada a un públic inexistent. El narrador de la història, un home del subsol afectat per la marginalitat, que en la seva infelicitat es dedica a pensar i a planejar venjances, i s'aplica en enfonsar-se encara més en la seva tragèdia (la seva "ratera", el seu sentiment de culpa), refereix els seus pensaments sobre la llei natural, el racionalisme i el lliure albir, donant sortida a autèntiques preocupacions de l'autor rus.
Respecte a aquest últim punt, Dostoievski desenvolupa una profunda reflexió sobre la contradicció que sorgeix respecte a la noció de bé i llibertat que desafia la idea tradicional de racionalitat: l'home del subsol no pot ser subsumit en cap explicació ortodoxa de la maldat, ja que, d'una banda, no actua en desconeixement dels principis morals que podrien ser qualificats de correctes, i, de l'altra, no es troba simplement dominat per les seves passions morals. Actua, segons l'explicació que presenta de si mateix, en contra dels seus principis morals amb l'objectiu d'alliberar-se d'ells.
La segona part, que neix a propòsit de la "caiguda de neu humida", consisteix en el relat d'un record del narrador, on adquireixen sentit els pensaments expressats en el primer apartat, els quals de vegades poden resultar confusos o desorganitzats. El protagonista explica alguna cosa que va passar durant la seva joventut, que té relació amb el comiat a Zverkov, un dels seus antics companys d'escola; Zverkov pensava marxar a una província, la humiliació que pateix de part dels seus pares i que és autoinfligida, i la forma en què posteriorment coneix Liza, la prostituta a la qual deshonra al final de l'obra.
Apunts del subsol té un important rerefons psicològic, i les qüestions filosòfiques que aborda són decisives per comprendre l'escriptor. És una obra literària clau per comprendre els textos posteriors de Dostoievski, com per exemple Crim i Càstig, Els dimonis i El jugador. Així, és important esmentar que la manera en què transcorre la relació entre el narrador i Liza establirà les bases de l'afinitat entre Sonia i Raskolnikov a Crim i Càstig i de Liza i Stavroguin a Els dimonis.
En aquesta obra es pot trobar la influència d'El Capot de Nikolai Gógol. D'altra banda, la influència d'Apunts del subsol es pot trobar en diverses obres modernes, com el conegut llibre de Franz Kafka, La metamorfosi.
La pel·lícula Notes from Underground, de 1997, és una adaptació d'aquesta novel·la.

## Traduccions catalanes
- Apunts del subsòl, traducció de Miquel Cabal Guarro. Barcelona: Llibres de l'Índex, 2002. ISBN 978-84-9531-738-4.
- Memòries del subsòl, traducció de Raquel Ribó. Barcelona: Destino, 2011. ISBN 978-84-9930-247-8.
- Apunts del subsol, traducció revisada de Miquel Cabal Guarro. Pròleg de Jordi Nopca. Barcelona: Angle editorial, 2021.. ISBN 978-84-18197-47-5